# Locarno Film Festival
Das Locarno Film Festival (bis 2016 italienisch Festival del film Locarno, 2017 bis 2018 Locarno Festival) findet seit 1946 in Locarno statt, seit 1971 jährlich im August. Als Hauptpreis für den besten Film des Internationalen Wettbewerbs wird der Goldene Leopard verliehen. Die 77. Auflage fand vom 7. bis zum 17. August 2024 statt. Locarno78 fand vom 6. bis 16. August 2025 statt.

## Charakteristik des Festivals
Während elf Tagen werden hunderte Filme in diversen Reihen, Retrospektiven und im Wettbewerb um den Goldenen Leoparden und weitere Spezialpreise gezeigt. Jeden Abend finden Filmvorführungen als Freiluftveranstaltung auf der Piazza Grande in der Altstadt Locarnos auf einer Grossleinwand (26 × 14 m) statt. Etwa 8000 Zuschauer finden dort Platz. Das Locarno-Filmfest hat eine lange Tradition im Autorenfilm. Es zählt zu den Filmkunstfestivals mit einem Spielfilmwettbewerb nach den Vorgaben der Filmproduzentenvereinigung FIAPF (A-Kategorie-Festival).

## Geschichte

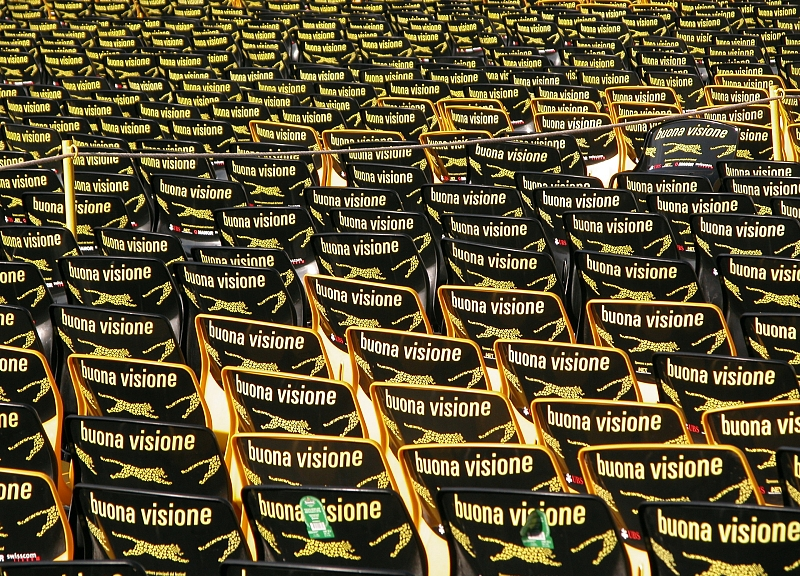
Die traditionelle Bestuhlung beim Locarno Film Festival

Das Locarno Film Festival gehört nach den Filmfestspielen von Venedig und dem Moskauer Filmfestival, die beide bereits in den 1930er Jahren gegründet wurden, und neben den Filmfestspielen von Cannes und dem Filmfestival Karlovy Vary (beide 1946 gegründet) zu den ältesten Filmfestspielen der Welt.
Am 2. Juni 1946 hatte die Stadt Lugano in einer Volksabstimmung das Projekt zum Bau eines Amphitheaters im Parco Ciani für die Schau des internationalen Films, welche die Stadt in den vorangegangenen Jahren beherbergt hatte, abgelehnt. Im Grand Hôtel Locarno fanden die Organisatoren einen geeigneten Ersatzort für das Filmfestival, das zum ersten Mal vom 22. August bis 1. September 1946 durchgeführt wurde. Im Park des Hotels fanden die abendlichen Open-Air-Vorführungen statt; projiziert wurde auf eine Leinwand von 8 × 7 m (ab 1949 9,10 × 6,85 m). 1200 Zuschauer konnten im Park sitzen – anfangs auf Bänken ohne Rückenlehne, später auf Stühlen. Eröffnet wurde das Festival mit O sole mio von Giacomo Gentilomo, einem der frühesten Filme des italienischen Neorealismus. An der Schlussvorstellung wurde Roma città aperta von Roberto Rossellini gezeigt.
In der zweiten Hälfte der 1960er Jahre geriet das Festival in eine Krise. Kritisiert wurden seine schlechte Organisation und seine angeblich politisch links orientierte Leitung. Zudem flossen die staatlichen Subventionen nur spärlich: 30'000 CHF vom Bund, 25'000 CHF vom Kanton Tessin und 8'000 CHF von der Stadt Locarno. 1968 bis 1970 wurde das Festival statt wie bisher im Sommer im Herbst durchgeführt, und folglich wurde auch auf Open-Air-Vorführungen verzichtet.
1971 markierte einen Kurswechsel. Ein neues Management entschied sich für die Rückkehr zum ursprünglichen Konzept, d. h. für ein Sommerfestival mit der Vorführung anspruchsvoller Filme in Kinos und die abendliche Präsentation leichterer Filmkost vor einem breiten Publikum unter freiem Himmel. Die Open-Air-Filmvorstellungen wurden auf die Piazza Grande mit 8000 Sitzplätzen verlegt. Die Leinwand hatte nun eine Grösse von 22 × 10 m.
Nachhaltig geprägt wurde das Festival in den Jahren 1981–1991 unter der Leitung von David Streiff, vorher Leiter des Schweizerischen Filmzentrums, später Direktor des Bundesamts für Kultur. Er führte das Logo des Leoparden für das Festival ein.
Seit 1988 steht dem Festival das FEVI, eine Mehrzweckhalle mit 3200 Sitzplätzen westlich des Stadtzentrums zur Verfügung. 2017 wurde der PalaCinema in einem umgebauten historischen Bau am westlichen Zugang zur Altstadt eröffnet.
Die 73. Ausgabe, die vom 5. bis zum 15. August 2020 stattfinden sollte, wurde wegen der Pandemie COVID-19 abgesagt; an ihrer Stelle fand die Sonderausgabe «Locarno 2020 – Für die Zukunft des Films» hybrid online und in lokalen Kinos statt.
Mit der Jubiläumsausgabe 2022 (Locarno75) kehrte das Festival wieder zu seinem normalen Veranstaltungsprogramm zurück mit Publikumsvorstellungen und unbeschränktem Zugang.

## Vergebene Auszeichnungen

### Concorso Internationale– Internationaler Wettbewerb
Seit 1968 wird als Hauptpreis für den besten Wettbewerbsfilm der Pardo d’oro, der Goldene Leopard, verliehen. Das mit der Auszeichnung verbundene Preisgeld von 90'000 Schweizer Franken (Stand 15. August 2025: 95'562 Euro) geht zu gleichen Teilen an den Regisseur und an die Produzenten des Siegerfilms.
| Preis | Originalbezeichnung                   | Verliehen seit |
| --- | ------------------------------------- | -------------- |
| Goldener Leopard Hauptpreis des Festivals, übergeben von der Stadt und Region Locarno, für den besten Film aus dem Wettbewerb (Gleichmässig aufgeteilt auf Regisseur und Produzent) | Pardo d’oro                           | 1968 (1946)    |
| Spezialpreis der Jury Jurypreis für den zweitbesten Film (Gleichmässig aufgeteilt auf Regisseur und Produzent)                                                                      | Premio speciale della giuria          | 1949           |
| Leopard – Beste Regie Preis, übergeben von der Stadt und Region Locarno, für den Film mit der besten Regie                                                                          | Pardo per la miglior regia            | 1946           |
| Leopard – Beste schauspielerische Leistung | Pardo per la migliore interpretazione | 2023           |

Bis 2022 wurden Schauspieler in den nicht-genderneutralen Kategorien Leopard – Beste Darstellerin und Leopard – Bester Darsteller geehrt.

### Weitere Wettbewerbspreise

#### Concorso Cineasti del Presente– Preise
- Pardo d’oro Cineasti del presente. Wird seit 2006 an den besten Film aus der Kategorie concorso Cineasti del presente verliehen.
- Premio speciale della giuria Ciné+ Cineasti del presente (Spezialpreis der Jury). Die französische Fernsehstation Ciné+ Club garantiert dem Film, der mit dem Spezialpreis ausgezeichnet wird, dessen Ankauf durch Ciné+ Club und damit seine Ausstrahlung über den Sender.
- Pardo per la migliore opera prima. Der Preis wurde zwischen 2006 und 2009 an das beste Erstlingswerk aus den Wettbewerben concorso internationale und concorso Cineasti del presente verliehen.
- Pardo per il miglior regista emergente – Città e Regione di Locarno. Der Preis zeichnet den besten aufstrebenden Regisseur aus.

#### Concorso Pardi di Domani– Preise (Kurz- und Mittellangfilme)
- Pardino d’oro per il miglior cortometraggio internazionale – Premio SRG SSR. Auszeichnung für den besten internationalen Kurzfilm aus der Kategorie concorso internationale dei Pardi di domani. Der Pardino 2016 ging an L’immense retour von Manon Coubia.
- Pardino d’oro per il miglior cortometraggio svizzero – Premio Swiss Life. Auszeichnung für den besten Schweizer Kurzfilm des Wettbewerbs concorso nazionale dei Pardi di domani. Der Pardino 2016 ging an Die Brücke über den Fluss von Jadwiga Kowalska.
- Pardino d'argento Swiss Life per il Concorso svizzero. Auszeichnung für einen Schweizer Film aus der Kategorie concorso nazionale Pardi di domani. Der Pardino 2016 ging an Genesis von Lucien Monot.
- Pardino d'argento SSR SRG per il Concorso internazionale. Auszeichnung für einen Film aus der Kategorie concorso internationale Pardi di domani. Der Pardino 2016 ging an Cilaos von Camilo Restrepo.
- Nomination di Locarno agli European Film Awards – Premio Pianifica. Auszeichnung für einen Kurzfilm eines europäischen Regisseurs, der in den beiden Wettbewerben des concorso dei Pardi di domani gezeigt wird. Der Preis beinhaltet die Nominierung für die Kurzfilm-Kategorie der European Film Awards und wird von Studio Pianifica zur Verfügung gestellt.
- Premio per la miglior speranza svizzera. Auszeichnung für das beste Schweizer Nachwuchstalent. Der Preis besteht aus technischen Leistungen, die von Cinegrell, Visuals SA, Freestudios SA, Taurus Studio e Avant-première SA/Film Demnächst AG zur Verfügung gestellt werden.
- Premio Medien Patent Verwaltung AG. Auszeichnung für die Untertitelung, bereitgestellt von der Medien Patent Verwaltung AG. Dem Gewinner-Film wird eine Untertitelung in drei europäischen Sprachen angeboten. Der Preis 2016 ging an Valparaiso von Carlo Sironi.

#### First Feature Awards
- Swatch First Feature Award. Für Erstlingswerke, die in den Kategorien concorso internazionale, concorso Cineasti del presente, Fuori concorso, Signs of Life und Piazza Grande laufen.
- MUBI Award – Debut Feature. Geht an einen Erstlingsregisseur oder eine Erstlingsregisseurin von einem Film, der als Welt- oder internationale Premiere in der offiziellen Auswahl auf dam Festival gezeigt wird.[10]

### Spezialpreise

#### Pardo d’onore (Ehrenleopard)
Der Pardo d’onore Manor zeichnet zeitgenössische Filmemacher aus, die jenes Filmschaffen repräsentieren, welches das Festival seit seiner Gründung in den Mittelpunkt stellt. Die Gewinner der letzten Ausgaben des Pardo d’onore Swisscom waren Manoel de Oliveira, Bernardo Bertolucci, Ken Loach, Jean-Luc Godard, Terry Gilliam, Aleksandr Sokurov, Hou Hsiao-hsien, William Friedkin, Alain Tanner, Jia Zhangke, Leos Carax, Werner Herzog, Agnès Varda und Michael Cimino. 2016 wurde Alejandro Jodorowsky als Preisträger ausgewählt, 2018 Bruno Dumont, 2019 John Waters, 2021 John Landis, 2022 Kelly Reichardt, 2023 Harmony Korine, 2024 Jane Campion und 2025 Alexander Payne.

#### Excellence Award
Der Excellence Award (seit 2021 umbenannt in Excellence Award Davide Campari) würdigt aussergewöhnliche Schauspieler der internationalen Filmszene.
Seit 2004 hat das Festival del film Locarno Persönlichkeiten wie Oleg Menschikow, Susan Sarandon, John Malkovich, Willem Dafoe, Carmen Maura, Michel Piccoli, Toni Servillo, Chiara Mastroianni, Victoria Abril, Sir Christopher Lee, Juliette Binoche, Giancarlo Giannini und Edward Norton mit dem Excellence Award geehrt. 2016 wurde Bill Pullman als Preisträger ausgewählt, 2017 Mathieu Kassovitz, 2018 Ethan Hawke, 2019 Song Kang-ho, 2021 Laetitia Casta, 2022 Aaron Taylor-Johnson, 2023 Riz Ahmed und 2024 Mélanie Laurent and Guillaume Canet.

#### Raimondo Rezzonico Preis
Der Premio Raimondo Rezzonico (gestiftet von der Gemeinde Minusio) für den besten unabhängigen Produzenten. Die Gewinner der letzten Ausgaben des Preises waren Paulo Branco, Ruth Waldburger, Karl Baumgartner, Jeremy Thomas, Lita Stantic, Christine Vachon, Martine Marignac, Menahem Golan, Mike Medavoy, Arnon Milchan, Margaret Ménégoz, Nansun Shi und Office Kitano. 2016 wurde David Linde als Preisträger ausgewählt, 2017 Michael Merkt, 2018 Ted Hope, 2019 Maren Ade, Janine Jackowski und Jonas Dornbach (Komplizen Film), 2022 Jason Blum, 2023 Marianne Slot, 2024 Stacey Sher und 2025 die Produktionsfirma Abbout Productions des Produzentenduos Georges Schoucair und Myriam Sassine aus Beirut.

#### Vision Award
Diese neue Auszeichnung möchte Persönlichkeiten auszeichnen, die mit ihren Kreationen und ihrer Arbeit hinter den Kulissen dazu beitragen, den Horizont des Kinos zu erweitern.
- 2013: Douglas Trumbull
- 2014: Garrett Brown
- 2015: Walter Murch
- 2016: Howard Shore
- 2017: José Luis Alcaine
- 2018: Kyle Cooper
- 2019: Claire Atherton[15]
- 2022: Laurie Anderson
- 2023: Pietro Scalia
- 2024: Ben Burtt
- 2025: Milena Canonero

#### Premio Cinema Ticino
Seit 2009 wird der Preis alle zwei Jahre an Persönlichkeiten aus der Filmbranche verliehen, die ursprünglich aus dem Tessin kommen oder seit mindestens fünf Jahren in dem Schweizer Kanton wohnhaft sind.

#### Leopard Club Award
Der Leopard Club Award, benannt nach der Vereinigung, die das Festival unterstützt, ehrt jedes Jahr eine Figur der internationalen Filmszene, die mit ihrer Arbeit die Vorstellungswelt der Zuschauer geprägt hat.
- 2013: Faye Dunaway
- 2014: Mia Farrow
- 2015: Andy García
- 2016: Stefania Sandrelli
- 2017: Adrien Brody
- 2018: Meg Ryan
- 2019: Hilary Swank
- 2021: Kasia Smutniak
- 2022: Daisy Edgar-Jones
- 2023: Stellan Skarsgård
- 2024: Irène Jacob
- 2025: Emma Thompson

#### Preis für das Lebenswerk
Seit 2010 wird die Auszeichnung „Pardo alla carriera“ als Preis für das Lebenswerk, von in der Filmwelt tätigen Personen verliehen. Jährlich werden bis zu drei dieser Auszeichnungen vergeben.
- 2010: Francesco Rosi
- 2011: Claude Goretta, Bruno Ganz und Claudia Cardinale
- 2012: Johnnie To, Harry Belafonte, und Peter-Christian Fueter
- 2013: Sergio Castellitto, Otar Iosseliani
- 2014: Victor Erice
- 2015: Marlen Khutsiev und Bulle Ogier
- 2016: Mario Adorf und Jane Birkin
- 2019: Fredi M. Murer[17]
- 2022: Costa-Gavras
- 2023: Tsai Ming-liang
- 2024: Shah Rukh Khan
- 2025: Jackie Chan[18]

#### Lifetime Achievement Award / Career Achievement Award
Seit 2011 zeichnet das Festival Persönlichkeiten aus, die die Filmbranche mit ihren ausserordentlichen Karrieren gezeichnet haben.
Lifetime Achievement Award
- 2011: Harrison Ford
- 2012: Harry Belafonte und Alain Delon
- 2013: Jacqueline Bisset
- 2014: Armin Mueller-Stahl
- 2016: Harvey Keitel
- 2022: Matt Dillon
- 2023: Renzo Rossellini[19]
- 2024: Alfonso Cuarón[20]

Career Achievement Award
- 2025: Lucy Liu[21]

### Locarno Kids Award la Mobiliere
2021 wurde ein Preis für Persönlichkeiten geschaffen, die das Kino dem jüngeren Publikum näher bringen.
- 2021: Mamoru Hosoda
- 2022: Gitanjali Rao
- 2023: Luc Jacquet
- 2024: Claude Barras[23]
- 2025: Marcel Barelli[24]

### Piazza Grande Awards

#### Prix du Public UBS

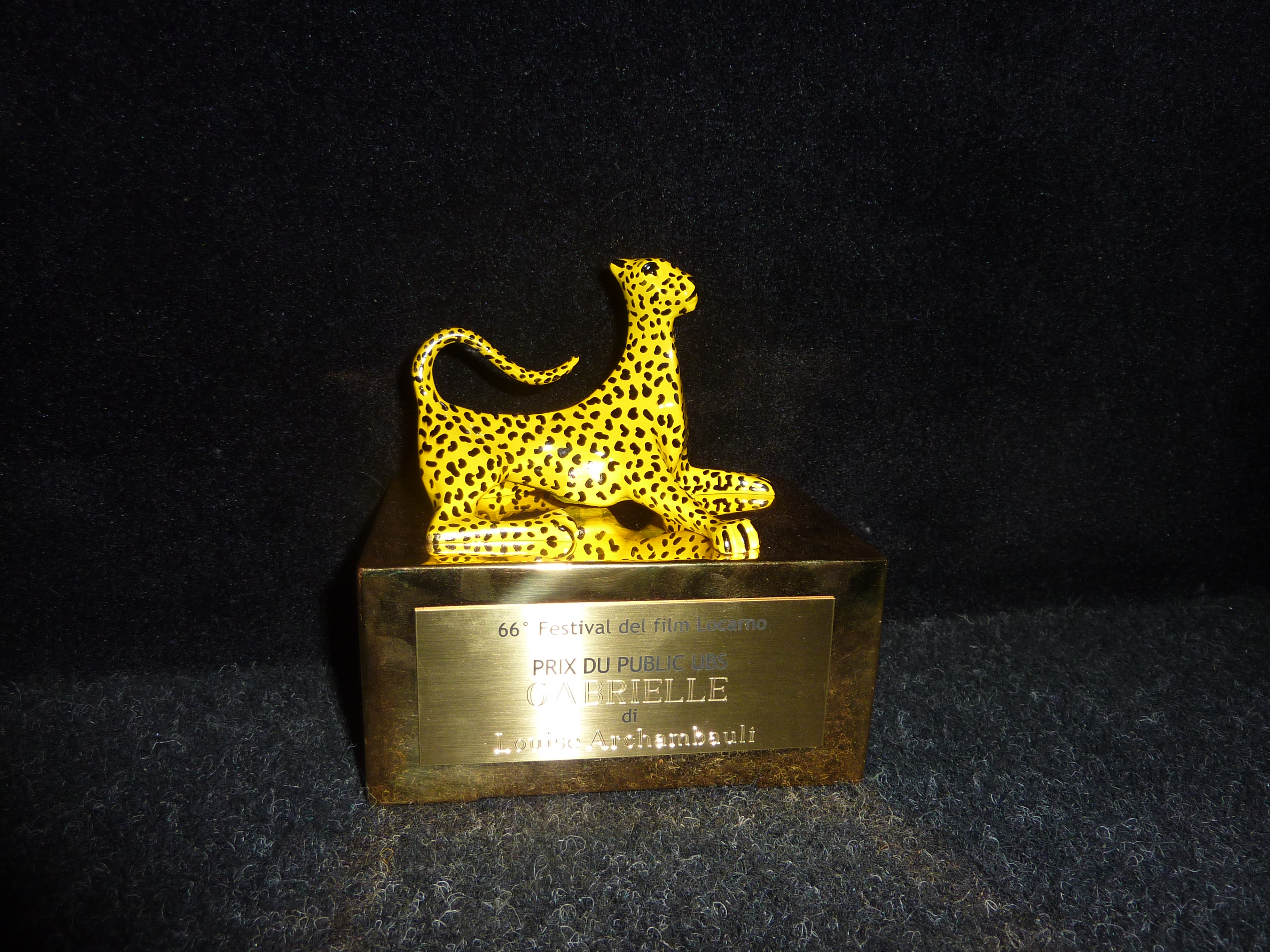
Publikumspreis-Statuette (2013)

Das Festival hat neben einer offiziellen Jury, die sich aus Film- und Kulturschaffenden zusammensetzt, auch eine Publikumsjury. Diese bewertet jeden Abend die aufgeführten Filme auf der Piazza Grande, um den Preis Prix du Public zu verleihen. Zu den früheren Gewinnern des Prix du Public UBS gehören Filme wie beispielsweise Kick It Like Beckham, Die syrische Braut, Das Leben der Anderen, Monsieur Lazhar, Lore, Schweizer Helden, Ich, Daniel Blake und The Old Oak.
Im Jahr 2021 ging der Publikumspreis an Hinterland; ausgezeichnet wurde der österreichische Regisseur und Oscar-Preisträger Stefan Ruzowitzky.
Im Jahr 2024 wurde das Jugenddrama Reinas von der schweizerisch-peruanischen Regisseurin und Drehbuchautorin Klaudia Reynicke mit dem Publikumspreis ausgezeichnet. 2025 erhielt das amerikanisch-asiatische Drama Rosemead des Regisseurs Eric Lin mit Lucy Liu als Hauptdarstellerin den Publikumspreis.

#### Variety Piazza Grande Award
Der Variety Piazza Grande Award wird von einer Jury verliehen, die aus Kritikern der Zeitschrift Variety besteht. Der Preis zeichnet einen Film aus, der in der Kategorie Piazza Grande als Weltpremiere oder internationale Premiere gezeigt wird.
- 2010: Rare Exports – Eine Weihnachtsgeschichte (Rare Exports) von Jalmari Helander
- 2011: Monsieur Lazhar von Philippe Falardeau
- 2012: Camille – Verliebt nochmal! (Camille redouble) von Noémie Lvovsky
- 2013: 2 Guns von Baltasar Kormákur
- 2014: Die Sprache des Herzens (Marie Heurtin) von Jean-Pierre Améris
- 2015: La belle saison – Eine Sommerliebe (La Belle Saison) von Catherine Corsini
- 2016: Die Jägerin (Moka) von Frédéric Mermoud
- 2017: Drei Zinnen von Jan Zabeil
- 2018: With the Wind (Le vent tourne) von Bettina Oberli
- 2019: Instinct – Gefährliche Begierde (Instinct) von Halina Reijn
- 2020: wegen Absage des Festivals keine Preisverleihung
- 2021: Rose von Aurélie Saada
- 2022: Annie Colère (Annie colère) von Blandine Lenoir
- 2023: Čuvari formule von Dragan Bjelogrlić

#### Letterboxd Piazza Grande Award
Ab dem Jahr 2024 wird der neue Letterboxd Piazza Grande Award in Zusammenarbeit mit dem 2011 gegründeten sozialen Online-Netzwerk Letterboxd von einem Jury an einem neuen Spielfilm verliehen, der auf der Piazza Grande seine Erstaufführung hat und dadurch zu mehr Aufmerksamkeit verholfen wird.

## Leitung

Giona A. Nazzaro, seit 2021 künstlerischer Leiter

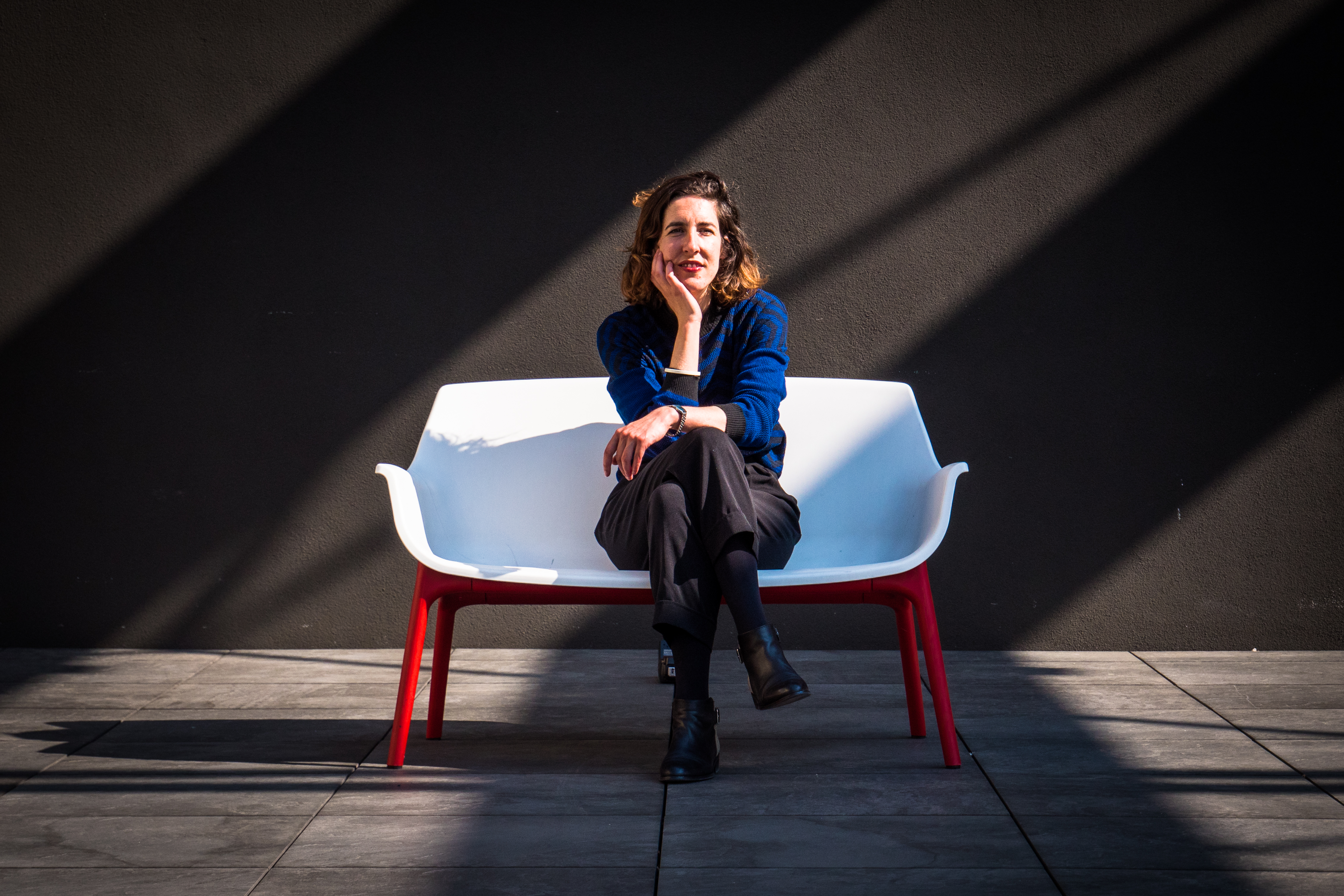
Von August 2018 bis September 2020 war Lili Hinstin künstlerische Leiterin des Festivals

Die ab dem Jahr 2000 amtierende Leiterin, die italienische Filmkritikerin Irene Bignardi, stand für eine inhaltliche und künstlerische Kontinuität der Filmauswahl mit sozialem und politischem Inhalt. Im Sommer 2004 beim 57. Internationalen Filmfestival von Locarno waren es über 350.
Ab August 2005 hiess der Direktor des Filmfestivals von Locarno Frédéric Maire. Anfang Juni 2008 wurde bekannt, dass der 44-jährige Neuenburger Filmjournalist und Regisseur Maire vorzeitig aus seinem Amt ausscheidet und zum 1. November 2009 die Arbeit als Direktors des Schweizer Filmarchivs aufnimmt. Am 1. September 2009 übernahm Olivier Père, bisher in Cannes tätig, die Leitung des Filmfestivals. Ende August 2012 gab er nach drei Jahren das Amt des künstlerischen Leiters auf, um Anfang November den Posten des Generaldirektors von Arte France Cinéma anzutreten. Anfang September 2012 wurde der italienische Filmkritiker und Autor Carlo Chatrian, von 2001 bis 2007 Vizedirektor des Alba Film Festivals, zu Pères Nachfolger ernannt. Am 24. August 2018 wurde Lili Hinstin vom Verwaltungsrat des Filmfestivals zur künstlerischen Leiterin gewählt, sie folgte Chatrian mit 1. Dezember 2018 in dieser Funktion nach. Chatrian wechselte im Mai 2019 zur Berlinale. Im September 2020 beendeten das Locarno Film Festival und Lili Hinstin ihre Zusammenarbeit aufgrund unterschiedlicher Auffassungen über die Zukunftsstrategie. Deren Stellvertreterin Nadia Dresti übernahm interimistisch die Führung. Im November 2020 wurde bekanntgegeben, dass Giona A. Nazzaro 2021 die künstlerische Leitung übernehmen soll. Raphaël Brunschwig ist seit 2017 Managing Director des Festivals.
Künstlerische Leitung:
- 1946–1958: Riccardo Bolla
- 1960–1965: Vinicio Beretta
- 1966–0000: Sandro Bianconi
- 1967–1970: Sandro Bianconi, Freddy Buache
- 1971–0000: Direktorenkommission, bestehend aus sieben Mitgliedern des Tessins
- 1972–1977: Moritz de Hadeln
- 1978–1981: Jean-Pierre Brossard
- 1982–1991: David Streiff
- 1992–2000: Marco Müller
- 2000–2005: Irene Bignardi
- 2005–2009: Frédéric Maire
- 2010–2012: Olivier Père
- 2012–2018: Carlo Chatrian
- 2018–2020: Lili Hinstin
- 2020–0000: Nadia Dresti (ad interim)
- 2021–0000: Giona A. Nazzaro

Präsidentschaften:
- 1946–1955: Camillo Beretta
- 1957–1962: Enrico Franzoni
- 1963–1968: Fernando Gaja
- 1970–1980: Luciano Giudici
- 1981–1999: Raimondo Rezzonico
- 2000–2023: Marco Solari
- 2024–0000: Maja Hoffmann

Operationelle Leitung:
- 2006–2013: Marco Cacciamognaga
- 2013–2017: Mario Timbal
- 2017–0000: Raphaël Brunschwig (Managing Director seit 2022)

Geschäftsleitung:
- 2024–0000: bestehend aus dem Künstlerischen Direktor Giona A. Nazzaro, dem Direktor von Locarno Pro Markus Duffner, dem Direktor der Locarno Factory Stefano Knuchel, dem COO Mattia De-Sassi, der CFO Liliana Sampietro und dem CCO Oliver Osborne[37]

## Wirtschaftliche Bedeutung für die Region
Das Festival – mit einem Gesamtbudget von 10 Millionen Schweizer Franken – wird mit öffentlichen Fördergeldern von 2,5 Millionen Franken seitens des Kantons und weiteren 1,3 Millionen jährlich seitens der Landesregierung unterstützt.
Nach einer vom Tessiner Staatsrat in Auftrag gegebenen Studie der Universität der italienischen Schweiz (USI) in Lugano aus dem Jahr 2005 bleiben während der Dauer von knapp zwei Wochen 12 bis 13 Millionen Franken in der Region, womit die regionale wirtschaftliche Bilanz deutlich positiv ist.
Der statistisch ermittelte durchschnittliche Filmfestbesucher «gibt 123 Franken pro Tag aus, ist weiblich, zwischen 30 und 40 Jahre alt, stammt aus der deutschsprachigen Schweiz, verfügt über einen hohen Bildungsgrad sowie ein mittleres bis hohes Einkommen». Die Sozialforscher sprechen von «touristischem Potenzial» im Hinblick auf Kulturangebote und Gastronomie, die sich speziell auf das hier in Massen auftretende Bildungspublikum ausrichtet.